# VH1 (Latinoamérica)
VH1 (también conocido como VH1 Latino) fue un canal de televisión por suscripción latinoamericano de origen estadounidense dedicado a la música. Fue la filial latinoamericana del canal VH1 estadounidense y uno de los canales hermanos de MTV, y pertenece a ViacomCBS Networks Americas.
El 7 de octubre de 2020, se sustituyó a VH1 Latinoamérica por VH1 Europe.

## Historia
VH1 fue lanzado el 1 de abril del 2004 exclusivamente en Cablevisión de la Ciudad de México, mientras que en Argentina llegó a través de Multicanal el 1 de agosto de 2005. Con el paso de los meses, empezó a estar disponible en el resto de proveedores de televisión en Hispanoamérica hasta cubrir la región por completo. Para 2006, VH1 logró ingresar a la mayoría de operadores de televisión por suscripción junto a su hermano MTV, y en algunos países, el canal poseía una mayor cuota de pantalla que MTV, como en Chile, Colombia, Perú, Argentina, Ecuador y Venezuela, en ese mismo año se crea la señal sur con horario de referencia de Buenos Aires (UTC-3).
El 29 de abril de 2013 VH1 renovó su imagen corporativa, un año después del relanzamiento del canal en los Estados Unidos. El cambio de imagen corporativa y paquete gráfico trajo consigo una notable renovación en su programación, cuya variación más destacada fue el cambio de identidad del bloque VH1 Clásico a Old Is Cool, un espacio de clásicos que incrementó contenidos noventeros y de después de 2000, y desplazó parte de la videoteca de las décadas de 1960 y 1970 de su predecesor.
Tras la llegada de más canales de ViacomCBS a Latinoamérica, VH1 fue cediendo su cobertura a Comedy Central y Paramount Network. El 9 de enero de 2013, VH1 fue retirado de la programación en DirecTV Latinoamérica para ser reemplazado por Comedy Central, mientras que Cablevisión de Argentina concretó dicho cambio el 15 de mayo de ese mismo año. En diciembre de 2014, VH1 fue retirado de la programación en Movistar TV Latinoamérica para ser reemplazado por Paramount Network.
A partir del 5 de enero de 2015, VH1 Latino eliminó los bloques Antes y después, VH1 Solar y Neo... Música nueva y su programación se limita en videoclips, dentro del cual predominan los clásicos de todas las décadas (Old is Cool), selecciones musicales temáticas (Best Of y Videografía), y novedades en el bloque Video Hits One. La programación consta de bloques de 8 horas que se repiten 3 veces al día.
El 23 de septiembre de 2020, la cadena anunció en sus páginas de Facebook y Twitter, que la señal cesará su emisión el día 7 de octubre del mismo año, y además anunciando que la señal será reemplazada por VH1 Europe a partir de esa fecha, a través del siguiente mensaje: 

"¡Últimas dos semanas en el aire!. Muchos lo sabían, pero no queríamos dejar de confirmarlo. A partir del 7/10, llega VH1 Europe."

El miércoles 7 de octubre de 2020, el canal finalizó sus transmisiones, siendo reemplazado por VH1 Europe. El último video musical del canal transmitido en su totalidad fue "El Centauro" de Los Ratones Paranoicos. El último video musical del canal transmitido durante el cambio de señal fue "Linger" de The Cranberries.

## Programación
Los videoclips y la música que transmitía era fiel a la premisa original de VH1: orientada a un público un poco más mayor que el de MTV, con estilos y actos musicales más selectos. VH1 Latino emitía los videoclips más relevantes de las décadas de 1980, 1990 y 2000, con los artistas consagrados que se convirtieron en iconos internacionales. En la rotación del canal predominaba el rock (hard rock, rock alternativo, grunge, brit pop, etc.) y los géneros alternativos junto a un mínimo de pop, hip hop, new wave y electrónica.
Aunque VH1 Latino transmitía una selección musical única en el mercado de televisión de pago, fue de los canales más afectados por el declive de los canales musicales en la región, ya que cada vez más cableoperadores lo habían venido excluyendo de sus paquetes de canales básicos. Sin embargo, MTV Hits respaldaba estos vídeos musicales para los que no tenían dicho canal.
VH1 ha encaminado su formato hacia la música. A pesar de que su versión estadounidense se enfoca en series de telerrealidad y programas de variedad que en música, VH1 Latinoamérica ha eliminado completamente éstos de su programación.
VH1 poseía una programación totalmente dedicada a la música y a los grandes clásicos de todos los tiempos. Transmitía videoclips las 24 horas del día, con cortes que únicamente transmiten los identificadores del canal, sin publicidad programada directamente por la cadena.
Una importante particularidad de la señal hispanoamericana es que, a pesar de poseer distintas señales para Latinoamérica dependiendo de la región, la programación musical es la misma. En algún punto de su historia, la regionalización había contrastado las señales en contenidos musicales, dado que algunos artistas de determinados países estaban más presentes en una señal más que en otra, pero este hecho fue suprimido paulatinamente.

### Los 100 más grandiosos artistas de todos los tiempos (2010)
Los 100 más grandiosos artistas de todos los tiempos es un conteo realizado por el canal que fue transmitido durante noviembre y diciembre de 2010. Abarcó artistas y grupos de varios géneros musicales. Esta cuenta regresiva fue dividida en 5 episodios que alcanzaban 20 artistas cada uno. Se transmitió un episodio por semana, siendo así de 5 semanas la duración total de la emisión. Para la realización de la lista fue citada la opinión de más de 200 músicos. Durante la emisión, por su parte, hubo participación de más de 200 famosos entre los que se encuentran: Jena Malone, Liz Phair, Elvis Costello, Ozzy Osbourne, Corey Taylor, Lisa Loeb, Brett Michaels, Benn Lee, Rob Halford, Eddie Trunk, Richie Sambora, Dave Navarro, Daniel Smith, Sammy Hagar, Marky Ramone, The Donnas, Barryl McDaniels, Jonathan Davis, David Coverdale, Sarah Lewitinn, Yo-Yo, Big Boi, Chris Jericho, Scott Ian, Sheryl Crow, entre muchos más.
El último episodio de esta emisión fue transmitido el 5 de diciembre de 2010. En el mismo canal anteriormente ya había sido realizada una lista bajo un nombre parecido, en el que de la misma manera existió la opinión de artistas. En el panel de músicos que votaron se encontraban artistas que habían estado dentro de la misma lista.

## Créditos de los vídeos
En 2004 durante los vídeos musicales que emitían se mostraban las letras de la parte izquierda sin animaciones (al igual que MTV en sus primeros años, esta vez con discografías), teniendo variantes a finales de 2005, mediados de 2006 y principios de 2007.
Hasta el 2009 durante el relanzamiento de gráficos (era Retro) muestra por primera vez con animaciones y fueron removidos el nombre de director y discografías, las letras se estilizan (canción-intérprete-álbum, al igual que HTV Latinoamérica pero con discografías) con el fondo de color morado y con letras mayúsculas, meses después cambia el color a verde, se agranda el tamaño de los créditos y las letras están en mayúsculas y minúsculas (en la señal HD se lo muestra de color morado).
Hasta el 2013 durante el relanzamiento de VH1 con un nuevo logo, regresa el nombre de director y discográficos, esta vez se desliza hacia abajo el cuadro transparente y las letras con la velocidad rápidas.

## VH1 HD

Logotipo de VH1 HD (2009-2020)

Fue la señal en alta definición del canal, lanzado al aire el 1 de diciembre de 2009 en Brasil. Se encontraba para gran parte de la región latinoamericana por medio de la señal brasileña. VH1 HD enfocaba su programación solamente a la música en inglés al transmitir videoclips en alta definición las 24 horas del día sin cortes comerciales, en programas como Music Box y Top Hits. Se exhibían cerca de 15 videoclips por hora. 
VH1 HD no emitía la misma programación de VH1 Latinoamérica. Ambos canales poseían una imagen, programación, bloques e identidad distintos entre sí. A diferencia de la señal estándar, VH1 HD siguió usando el mismo paquete gráfico previo al relanzamiento del canal en 2013 hasta su cierre en 2020 al ser también reemplazado por la variante europea del canal.

## Logotipos

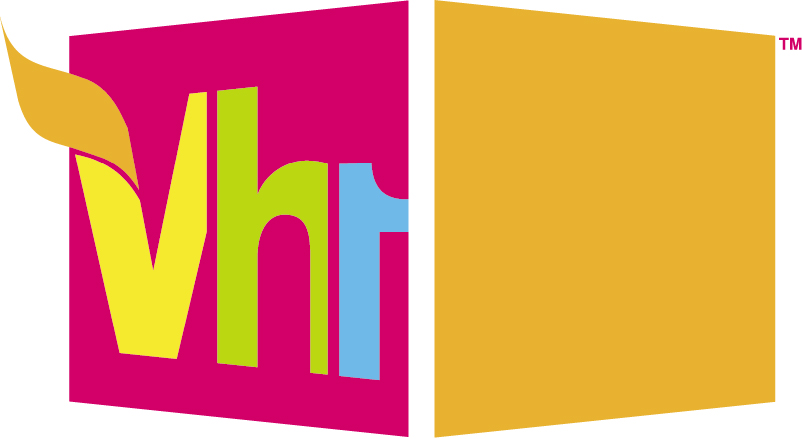
2004–2013
2013–2020